# Одинцов, Александр Васильевич
Александр Васильевич Одинцов (20 июля 1895 — 26 сентября 1940) — советский партийный деятель, нарком земледелия УССР (1932—1933). Член ВУЦИК.

## Биография
Родился 20 июля (1 августа) 1895 года в селе Андреевка Кролевецкого района на Сумщине.
Учился в Черниговской духовной семинарии, в 1916 окончил Киевский коммерческий институт. Учился на юридическом факультете Киевского университета. Принимал участие в революционном студенческом движении.
В 1917 — секретарь Остерского комитета РСДРП(б), член военно-революционного комитета. В 1919 году на политической работе в Красной Армии, был политработником, командовал кавалерийским полком. Во время борьбы с Деникиным — секретарь Черниговского губкома КП(б)У.
В 1920 — секретарь Киевского губкома КП(б)У. В 1921 — секретарь Черниговского губкома КП(б)У.
В 1921—1922 гг. — секретарь Одесского губкома КП(б)У.
С 1923 по 1931 годы председатель правления сельскохозяйственной кооперации «Сельский хозяин», заместитель наркома земледелия УССР и СССР.
С 16 октября 1932 по 1933 год — нарком земледелия УССР. С 1934 года — начальник Азово-Черноморского краевого земельного управления.
В 1932—1933 рр. — член ЦК Компартии Украины.
В 1937 году арестован. Расстрелян.